# Eurydesmus luridus
Eurydesmus luridus är en mångfotingart som beskrevs av Karsch 1881. Eurydesmus luridus ingår i släktet Eurydesmus och familjen Chelodesmidae. Inga underarter finns listade i Catalogue of Life.